# أيامن (اسم)
أَيَامِن هو اسم علم مذكر من أصل عربي، وجاء الاسم على صيغة الجمع، ومعناه هو البركة والقوة والقسم وضد اليسار للجهة وذو اليُمن والبركة ومن يصنع بيمناه وخلاف الأيسر.